# هارفي بارنت
هارفي بارنت (بالإنجليزية: Harvey Barnett)‏ هو ضابط استخبارات أسترالي، ولد في 25 ديسمبر 1925 في ألباني في أستراليا، وتوفي في 23 يونيو 1995 في ملبورن في أستراليا.